# Dnipro (métro de Kiev)
Pour les articles homonymes, voir Dnipro (homonymie).
Dnipro (ukrainien : Дніпро) est une station de la ligne Svyatochins'ko-Brovars'ka (M1) du métro de Kiev. Elle est située dans l'est du centre-ville, sur la rive droite du Dniepr, dans le raïon de Petchersk de la ville de Kiev en Ukraine.
Mise en service en 1960, elle est desservie par les rames de la ligne M1. Le service est arrêté ou perturbé depuis l'invasion de l'Ukraine par la Russie en 2022.

## Situation sur le réseau
Établie en aérien, la station Arsenalna, est une station de passage de la Ligne Svyatochins'ko-Brovars'ka (M1) du métro de Kiev. Elle est située entre la station Arsenalna, en direction du terminus ouest Akademmistetchko, et la station Hydroparc, en direction du terminus est, Lisova.
Elle dispose d'un quai central encadré par les deux voies de la ligne.

## Histoire
La station Dnipro est mise en service le 6 novembre 1960, lors de l'ouverture à l'exploitation de la première section de Vokzal'na à Dnipro. La station est due aux architectes : C. Pavlovsky, G. Granatkin, A. Ignashchenko, P. Krasnitsky, S. Krushinsky, les sculpteurs F. Kotsyubinsky, E. Kuntsevich et les constructeurs : G. Fuchs, L. Novoborsky et B. Ignatyuk. Elle est de type aérienne sur un viaduc, le pont sur le fleuve Dniepr n'est construit que cinq ans plus-tard.

## Services aux voyageurs

### Desserte
Dnipro est desservie par les rames de la ligne M1.

Installations et desserte
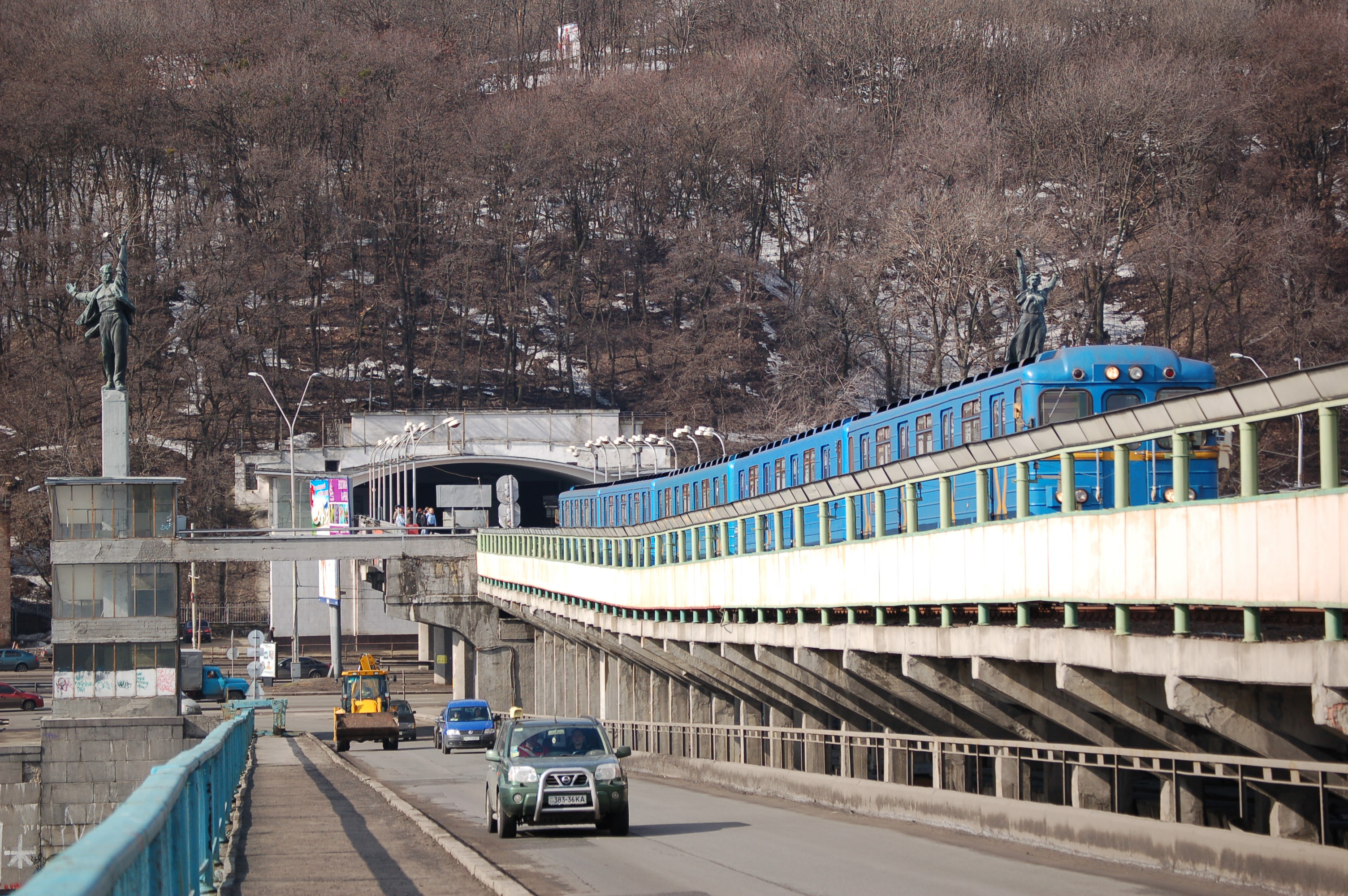
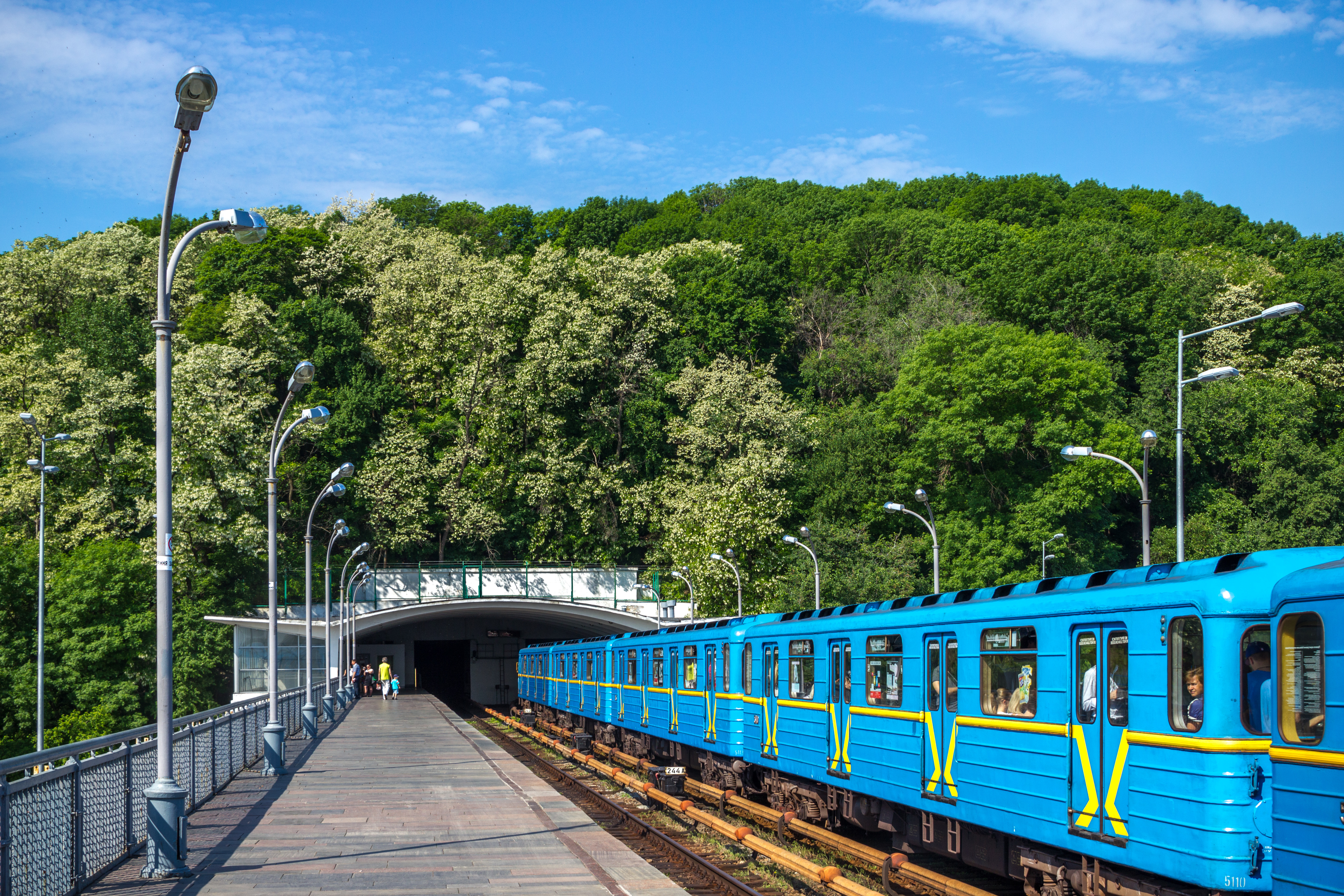
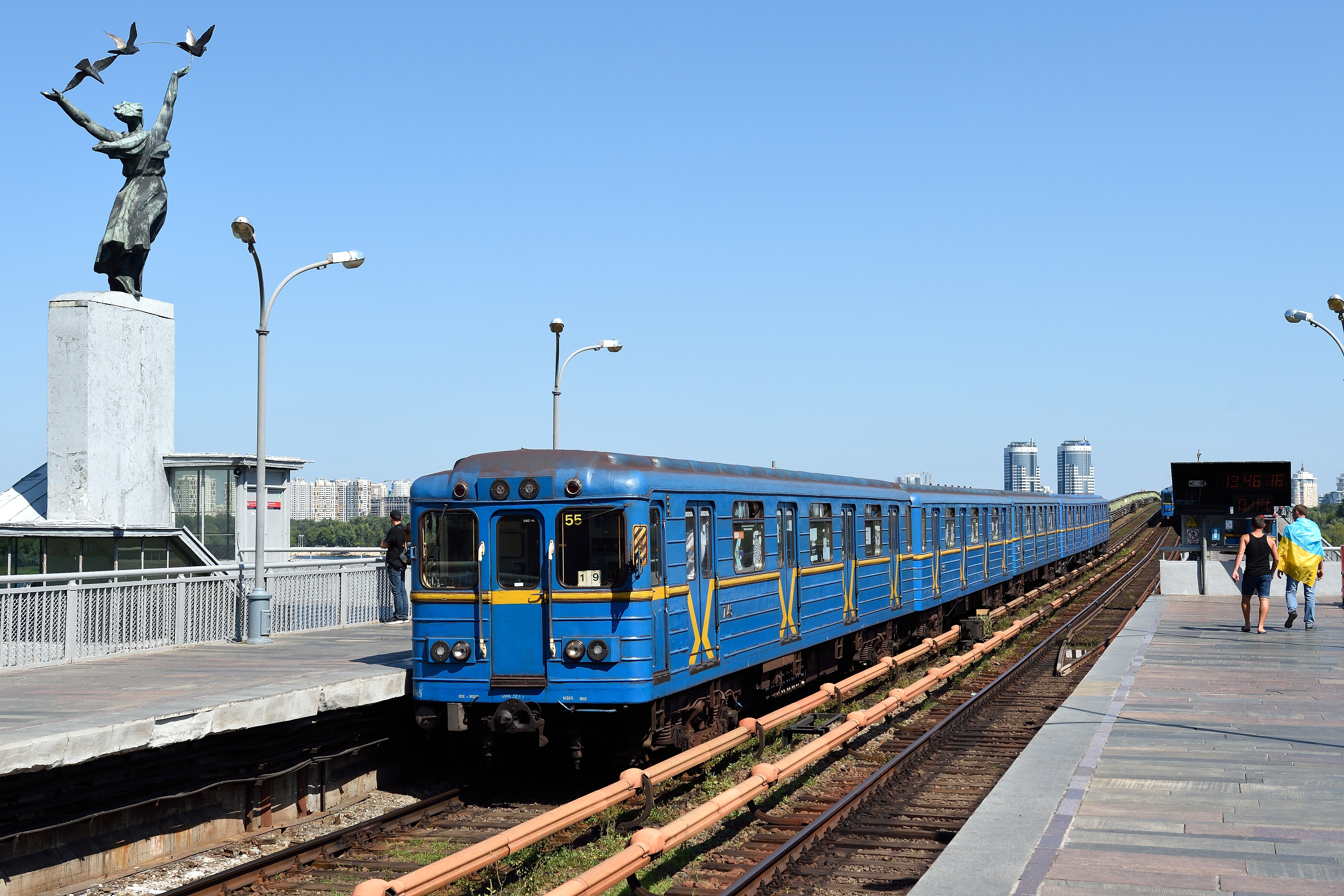